# اورسون، داغستان
اورسون (به لاتین: Ursun) یک منطقهٔ مسکونی در روسیه است که در شهرستان کوراخسکی واقع شده‌است.